# Fred Ogwang
Jackson Fred Ogwang (ur. 16 czerwca 1959) – ugandyjski lekkoatleta, długodystansowiec.

## Osiągnięcia
| Rok  | Impreza              | Miejsce | Konkurencja | Lokata      | Wynik   |
| ---- | -------------------- | ------- | ----------- | ----------- | ------- |
| 1988 | Igrzyska olimpijskie | Seul    | maraton     | 92. miejsce | 2:59:35 |

W 1983 zwyciężył w mistrzostwach Ugandy w biegu na 10 000 metrów z czasem 31:47,9.

## Rekordy życiowe
- Bieg maratoński – 2:24:01 (1988)